# Douglas County (Georgia)
Douglas County is een county in de Amerikaanse staat Georgia.
De county heeft een landoppervlakte van 516 km² en telt 92.174 inwoners (volkstelling 2000). De hoofdplaats is Douglasville.

## Bevolkingsontwikkeling

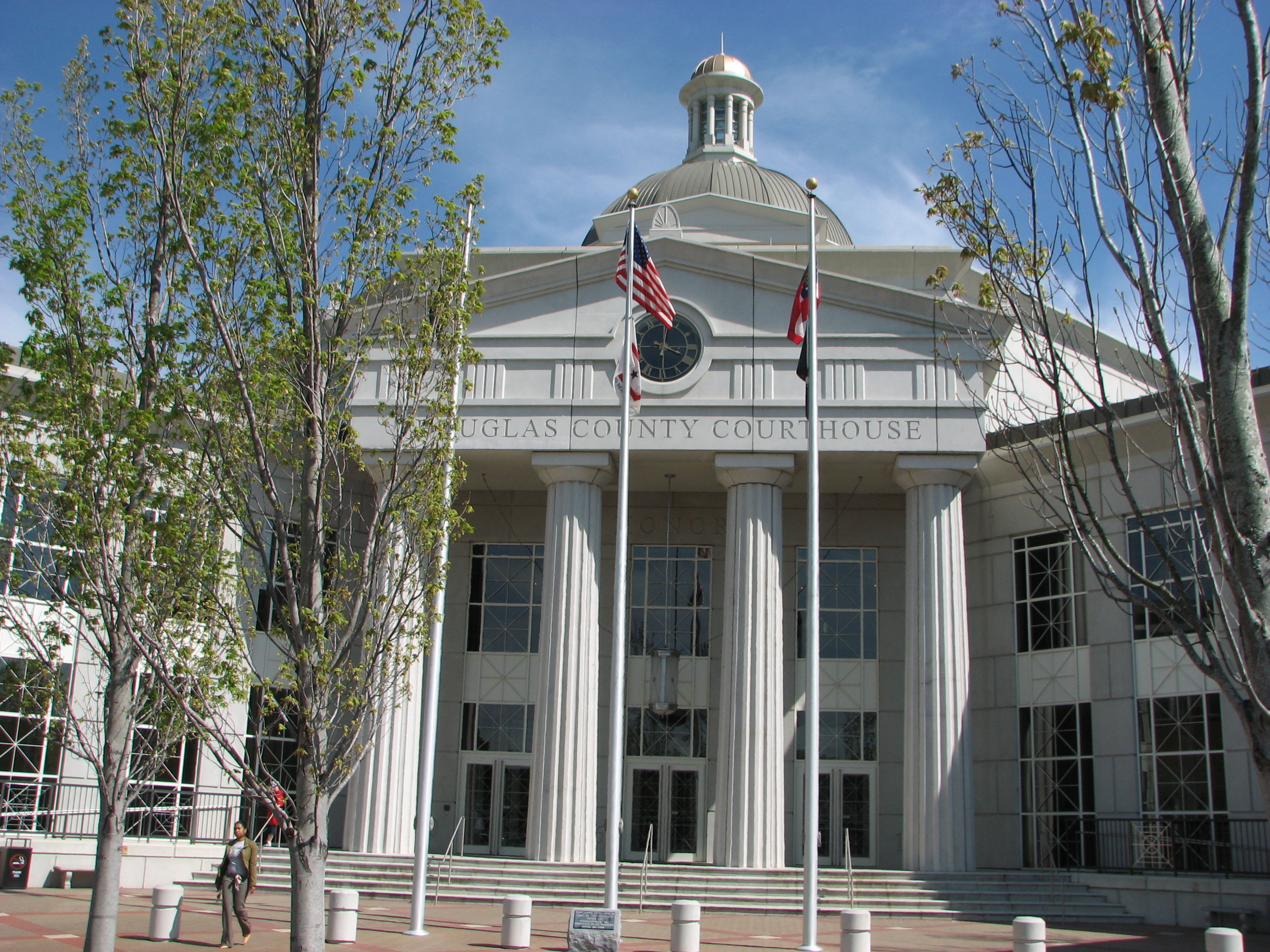
Douglas County Courthouse